# جاكسون بيرك
جاكسون بيرك (بالإنجليزية: Jackson Burke)‏ هو طابع حروف ‏ أمريكي، ولد في 1908، وتوفي في 1975.